# 乾豆波斯達阿
乾豆波斯達阿（げんずはしだちあ、生没年不詳）は、『日本書紀』に現れる吐火羅の人物。

## 記録
「乾豆」は「インド」、「波斯」は「ペルシャ」であり、「達阿」はインド人の人名の語尾であると言われており、固有人名ではないのではないか、と言われている。
孝徳天皇の白雉5年（654年）、
とある。
その後、斉明天皇3年（657年）、「覩貨邏国」の男2名が奄美大島へ辿り着いたと誤認して筑紫に漂流したとあり、5年（659年）、吐火羅人が妻の舎衛婦人とともにやって来たともある。
これらの記事は同じ一行の記録を記したものであり、暴風雨に遭い、ばらばらに漂着したものと考えられる。そして、一行の首領が後述する乾豆波斯達阿（げんずはしだちあ）なのではないか、と想定される。
『日本書紀』巻第二十五・二十六・二十九には、「吐火羅」・「覩貨邏」・「墮羅」や、「舎衛」と表記される国が登場する。前者は中国側の史料に登場する「大夏」（トハラ）のことであるとする説や、耽羅とする説もあるが、 タイのメナム川下流に存在したドヴァーラヴァティー王国に比定する説もある。「舎衛」はインドのガンジス川中流のコーサラ国の王都である舎衛城（シュラーヴァスティー）のこととされている。旧唐書の南蛮伝の墮和羅の条によると、ドヴァーラヴァティーは貞観12年（640年）と23年（649年）に唐に遣使をしており、上記の吐火羅人の漂流の記録と時期が符合する。
斉明天皇6年（660年）、同国の人である乾豆波斯達阿が元の国に帰ろうとして送使に、
と言って、数十人と西の海の路にはいっていった、という。その後、彼らがどうなったのか、記録が残っていないので分からない。
残された「舎衛」と「墮羅」の女たちは、天武天皇4年（675年）の1月に、大学寮の学生・陰陽寮・外薬寮・百済王善光・新羅の仕丁らとともに、薬および珍しいものを捧げて進上した、という。